# 숀 헨
션 마이클 헨(Sean Michael Henn, 1981년 4월 23일 ~ )은 미국의 야구 선수이다. 브라이언 배스의 대체 용병으로 대한민국 무대에 데뷔하였으나 직구와 슬라이더라는 단조로운 구종에 구위도 위력적이지 못했다. 2012년 7월 12일 잠실 두산전에서 선발 시험대에 올랐으나 3이닝 3실점하면서 불합격 판정을 받았고, 7월 19일 대전 삼성전에서는 마무리 시험대에 올랐으나 블론 세이브를 범하며 박찬호의 승리를 날렸다. 이에 한대화 감독은 "션 헨은 선발도 안 되고 불펜도 안 되니 우리가 더 이상 데리고 있을 수 없다" 고 발언하였고, 2012년 7월 24일부로 웨이버 공시되어 추방되었다.
2013년 2월 19일 메이저 리그 팀 보스턴 레드삭스와 마이너 계약을 체결했다. 이후 방출되었다가 뉴욕 메츠에 이적하여 메이저에 승격되었다. 2013년 9월 23일 신시내티 레즈와의 원정 경기에서 연장 10회 등판해 추신수에게 끝내기 안타를 맞고 팀의 패배의 원인이 되었다. 그리고 시즌 후 뉴욕 메츠에서 방출되었다.